# Josep Comadevall (Pitu)
Josep Comadevall Crous (Girona, 24 november 1983), voetbalnaam Pitu, is een Spaans profvoetballer. Hij speelt als middenvelder bij CE L'Hospitalet.
Pitu speelde tot augustus 2006 bij FC Barcelona en dan vooral Barça B. Op 3 juni 2005 speelde hij zijn eerste wedstrijd in het hoofdelftal van FC Barcelona in een oefenwedstrijd tegen UE Lleida. Bovendien mocht de Catalaan in juni mee met een oefentrip van het eerste elftal in Japan. Pitu kwam in de wedstrijd tegen Urawa Red Diamonds in actie. Tijdens de voorbereiding voor het seizoen 2005/06 werd Pitu door Frank Rijkaard opnieuw bij het eerste elftal gehaald. Hij speelde onder andere als basisspeler in de finale van de Torneo Ramón de Carranza tegen Cádiz CF. Pitu maakte zijn officiële debuut in de hoofdmacht van FC Barcelona op 20 mei 2006 in het competitieduel tegen Athletic de Bilbao. Na 62 minuten verving hij de Franse aanvaller Ludovic Giuly. In augustus 2006 vertrok Pitu op huurbasis naar Girona FC, dat destijds in de Tercera División speelde. Een jaar later werd hij gecontracteerd door UD Las Palmas. In seizoen 2008/019 speelde hij op huurbasis  voor CF Gavà. In 2010 trok hij naar CF Badalona dat hij na een half jaar inruilde voor CE L'Hospitalet.